# 羅莎 (神秘博士)
《羅莎》（英語：Rosa）是英國科幻電視劇《異世奇人》系列11的第3集，是整個劇集的第279個故事，於2018年10月21日在英國廣播公司第一台首播。本集的劇本由瑪洛麗·布萊克曼和本系列新任主理人、首席編劇和執行製作人克里斯·奇布諾爾共同撰寫，導演為馬克·托德萊。
博士（朱迪·惠特克飾）和她的同伴格雷姆·奧布萊恩（布拉德利·沃爾什飾）、瑞恩·辛克萊（托辛·科爾飾）和婭斯敏·坎（曼迪·吉爾飾）來到了1955年的美國阿拉巴馬州。罪犯克拉斯科（喬西·鮑曼飾）同樣通過時空旅行的方式試圖干擾羅莎·帕克斯（维森特·鲁宾逊飾）所掀起的非裔美國人民權運動，他們需要阻止克拉斯科的陰謀。本集劇情中涉及美國的種族隔離政策，當時的阿拉巴馬州在公共交通運輸方面規定：任何運輸公司所經營所有車站應該為白人和有色人種提供分離的候車室、空間以及售票窗口 。
本集的片尾背景音樂時並未採用《異世奇人》主題曲，而是選擇了美國女歌手安德拉·戴的歌曲《Rise Up》。本集收到了正面好評，在英國播出當晚的收視人數為639萬，總收視為841萬。

## 故事梗概
博士計劃將同伴格雷姆、瑞恩和婭斯敏帶回現在的謝菲爾德，塔迪斯卻將他們帶到了1955年美國阿拉巴馬州首府蒙哥马利。在博士準備離開之際，她發現此處存在其他時間旅行裝置中的亞創能量痕跡。一行人決定一探究竟，他們很快意識到此時正是美國黑人民權運動開啟者羅莎·帕克斯在公車上拒絕讓座給白人乘客的前一天，此事引發了聲勢浩大的非裔美國人民權運動。他們追蹤能量痕跡發現了一個來自未來裝滿儀器設備的手提箱，箱子的擁有者克拉斯科強迫他們離開。博士通過風暴監獄標識符發現克拉斯科是一名在監獄服刑改造的罪犯，風暴監獄在他的大腦裡植入了神經限制器，致使他無法殺死或傷害任何生物。博士懷疑此人試圖阻止羅莎·帕克斯在公車上拒絕讓座這一事件的發生，從而改變歷史。
博士摧毀了克拉斯科的時空調制器，卻無法說服他放棄改變歷史的計劃。於是博士和同伴們蒐集帕克斯拒絕讓位事件的相關信息，確保羅莎·帕克斯能夠在指定的時間拒絕讓座。此後雖然克拉斯科使用多種方法試圖改變歷史，但博士他們最終領先他一步。在事件即將發生時，博士意識到他們必須參與其中，需要她和同伴們留在車上才能確保沒有白人空座，并親眼目睹了羅莎·帕克斯拒絕讓座，被警察以違反種族隔離法律的罪名抓捕。在確保歷史走上正軌後，博士和同伴們回到了塔迪斯裡。

### 前後銜接
第十三任博士注意到克拉斯科手臂上的風暴監獄標識符。風暴監獄曾出現在馬特·史密斯飾演第十一任博士的劇集中，宋瑞雯曾被監禁於此。

## 製作

### 選角
在首播集《天外來客》片尾的整季預告中，公佈维森特·鲁宾逊和喬西·鮑曼與眾多演員一起客串出演本系列。此前，维森特·鲁宾逊曾在《異世奇人》系列3的第7集《42》中飾演艾比·勒納，此集的編劇也是克里斯·奇布諾爾。在本集中飾演亞瑟的摩根·迪爾也曾出現在此前劇集中，他在1987年11月播出的劇集《德爾塔和旗手》:202中飾演霍克。

## 發行與反響
| 綜合得分         | 綜合得分 |
| 來源             | 評分     |
| ---------------- | -------- |
| 爛番茄（平均分） | 7.94     |
| 爛番茄（新鮮度） | 95%      |
| 評論得分         |          |
| 來源             | 評分     |
| 《每日鏡報》     | [ 8 ]    |
| 《紐約 (雜誌)》  | [ 9 ]    |
| 《廣播時報》     | [ 10 ]   |
| 《影音俱樂部》   | B+       |
| 《每日電訊報》   | [ 12 ]   |
| 《獨立報》       | [ 13 ]   |
| 《TV Fanatic》   | 4.7/5    |
| 《娛樂周刊》     | B        |

### 收視
《羅莎》英國播出當晚收視人數為639萬，收視份額為29.6%，位列當晚收視第2位，整周收視率在所有頻道排名第5。本集的欣賞指數為83分。
在美國，英國廣播公司美國台在播出當晚的收視人數為80.8萬。

### 評價
《羅莎》獲得了正面好評。本集在爛番茄網站上獲得了95%的新鮮度，平均得分7.94/10（22位劇評人）。

## 另見
- 聯合抵制蒙哥馬利公車運動

## 資料來源
1. ↑  Created by  Martin Luther King, Jr., National Historic Site Interpretive Staff. (1998, January 5). "Jim Crow" Laws. （页面存档备份，存于）
2. 1 2   馬庫斯·赫恩/著 馬蓓蓓、莊曉、許多、張瀟/譯. . 北京: 人民郵電出版社. 2016年5月. ISBN 9787115405821 （中文（中国大陆））.
3. ↑  . 廣播時報.   [2018-10-30]. （原始内容存档于2018-10-24） （英语）.
4. ↑  Fullerton, Huw. . 廣播時報. 2018年10月7日  [2018年10月7日]. （原始内容存档于2018-10-08） （英语）.
5. ↑  Dixon, Emily. . Bustle. 2018年10月21日  [2018年10月21日]. （原始内容存档于2018-10-22） （英语）.
6. ↑  .   [2018-10-30]. （原始内容存档于2018-12-03） （英语）.
7. 1 2 3  . 爛番茄.   [2018年10月25日]. （原始内容存档于2018-10-28） （英语）.
8. ↑  Knight, Lewis. . 每日鏡報. 2018年10月21日  [2018-10-30]. （原始内容存档于2018-10-22） （英语）.
9. ↑  Ruediger, Ross. . 紐約 (雜誌). 2018年10月22日  [2018-10-30]. （原始内容存档于2018-10-22） （英语）.
10. ↑  Mulkern, Patrick. . 廣播時報. 2018年10月21日  [2018-10-30]. （原始内容存档于2018-10-24） （英语）.
11. ↑  Siede, Caroline. . 影音俱樂部. 2018年10月21日  [2018-10-30]. （原始内容存档于2018-10-22） （英语）.
12. ↑  Tate, Gabriel. . 每日電訊報. 2018年10月21日  [2018-10-30]. （原始内容存档于2018-10-25） –www.telegraph.co.uk （英语）.
13. ↑  Power, Ed. . 獨立報. 2018年10月21日  [2018-10-30]. （原始内容存档于2018-10-22） （英语）.
14. ↑  . TV Fanatic. 2018年10月22日  [2018-10-30]. （原始内容存档于2018-10-22） （英语）.
15. ↑  . 娛樂周刊. 2018年10月22日  [2018-10-30]. （原始内容存档于2018-10-23） （英语）.
16. ↑  . Doctor Who TV. 2018年10月22日  [2018年10月30日]. （原始内容存档于2018-10-08） （英语）.
17. 1 2  . Doctor Who News.   [2018年10月30日]. （原始内容存档于2018-10-24） （英语）.
18. ↑  . Showbuzz Daily. 2018年10月23日  [2018年10月30日]. （原始内容存档于2018-10-23） （英语）.

## 外部連結
- "羅莎" 在 BBC《異世奇人》的主頁
- TARDIS Data Core上的相关条目： 《羅莎》
- "羅莎" 在 異世奇人: 時間（旅行）簡史
- 互联网电影数据库上羅莎的资料（英文）